# Jodi West
Jodi West (Las Vegas, Nevada; 20 de junio de 1964) es una actriz pornográfica y directora estadounidense.

## Biografía
Nació en Las Vegas (Nevada). No se sabe mucho de su vida antes de 2010, cuando, a sus 46 años comienza su carrera como actriz porno.
A sus casi cincuenta años, y al igual que otras icónicas actrices, algo más jóvenes, que comenzaron con más de treinta años en el cine X, por su físico, su edad y atributos, fue etiquetada como una actriz MILF, aunque sin descartar su entrada también en el término de actriz cougar.
Ha sido la desarrolladora de la productora Forbidden Fruits Films, para la que ha grabado multitud de escenas, así como para estudios como Lethal Hardcore, Bang Bros o Girlfriends Films. La mayoría de sus películas la sitúan como una mujer madura y sexy teniendo sexo con chicos jóvenes, aunque las que más con chicas jóvenes o con otras mujeres MILF, dentro de la temática de película lésbica.
Alguna de sus primeras películas fueron Cougars Crave Young Kittens 5 o Lesbian House Hunters 5.
En 2014 inició también su etapa de directora. Ha dirigido más de una treintena películas para Forbidden Fruits Films. Todas ellas con la temática MILF y lésbica o de madres e hijas, citando largometrajes como Mistakes of Our Mothers, Lesbian Training Day o Accidentally Lesbian.
Desde 2014, y hasta 2017, ha sido nominada simultáneamente en los Premios AVN y en los XBIZ a Artista MILF del año.
Ha rodado más de 190 películas como actriz.

## Premios y nominaciones
| Año  | Ceremonia    | Resultado | Premio                                    | Trabajo                  |
| ---- | ------------ | --------- | ----------------------------------------- | ------------------------ |
| 2014 | Premios AVN  | Nominada  | Artista MILF/Cougar del año               | —                        |
| 2014 | Premios XBIZ | Nominada  | Artista MILF del año                      | —                        |
| 2015 | Premios AVN  | Nominada  | Premio fan: MILF más caliente             | —                        |
| 2015 | Premios AVN  | Nominada  | Artista MILF/Cougar del año               | —                        |
| 2015 | Premios AVN  | Nominada  | Mejor actriz                              | Call me Mother           |
| 2015 | Premios AVN  | Nominada  | Mejor escena de sexo lésbico              | Call me Mother           |
| 2015 | Premios XBIZ | Nominada  | Artista MILF del año                      | —                        |
| 2016 | Premios AVN  | Nominada  | Premio fan: MILF más caliente             | —                        |
| 2016 | Premios AVN  | Nominada  | Artista MILF/Cougar del año               | —                        |
| 2016 | Premios XBIZ | Nominada  | Artista MILF del año                      | —                        |
| 2017 | Premios AVN  | Nominada  | Artista MILF/Cougar del año               | —                        |
| 2017 | Premios AVN  | Nominada  | Premio fan: MILF más caliente             | —                        |
| 2017 | Premios XBIZ | Nominada  | Artista MILF del año                      | —                        |
| 2017 | Premios XBIZ | Nominada  | Mejor sitio web de una actriz             | JodiWest.com             |
| 2017 | Premios XBIZ | Nominada  | Mejor escena de sexo en película lésbica  | Lesbian Border Crossings |
| 2018 | Premios AVN  | Nominada  | Premio fan: Mejor sitio web de una actriz | JodiWest.com             |
| 2018 | Premios AVN  | Nominada  | Premio fan: MILF más caliente             | —                        |
| 2018 | Premios XBIZ | Nominada  | Mejor escena de sexo en película tabú     | A Mommy Fixation 4       |
| 2019 | Premios AVN  | Nominada  | Premio fan: MILF más caliente             | —                        |